# ك. إريك دريكسلر
كيم إريك دريكسلر (مواليد 25 أبريل عام 1955) هو مهندس أمريكي اشتهر باستحداثه للتقانة النانوية الجزيئية ودراسته قدراتها الكامنة خلال الفترة الممتدة من سبعينيات القرن العشرين حتى ثمانيناته. نقحت أطروحة الدكتوراه التي نشرها في معهد ماساتشوستس للتكنولوجيا في عام 1991. ونشرت ككتاب تحت عنوان «النظم النانوية: الصناعة الآلية الجزيئية والحوسبة» (1992). حاز الكتاب على جائزة رابطة الناشرين الأمريكيين لأفضل كتاب في علم الحاسوب لسنة 1992. أطلق عليه لقب «عراب التقانة النانوية».

## حياته وعمله
كان ك. إريك دريكسلر من المتأثرين بشدة بأفكار محدودية النمو خلال مطلع سبعينيات القرن العشرين. سعى خلال عامه الأول في معهد ماساتشوستس للتكنولوجيا للعثور على شخص منخرط في دراسة مجال الموارد خارج الأرض. التقى بجيرارد ك. أونيل وهو فيزيائي من جامعة برينستون كان قد اشتهر بعمله في مجال الحلقات التخزينية الخاصة بمسرعات الجسيمات وعمله الريادي على مفاهيم استعمار الفضاء. شارك دريكسلر في حلقة دراسية صيفية نظمتها ناسا حول المستعمرات الفضائية في عام 1975 وعام 1976. صنع أغشية معدنية لا تتعدى سماكتها بضعة أعشار نانومترية وثبتها على قاعدة شمعية بهدف استعراض القدرات الكامنة التي تميزت بها الأشرعة الشمسية عالية الأداء. كان من الفاعلين في سياسة الفضاء إذ لعب دورًا في الجهود التي بذلتها جمعية إل-5 في إحباط اتفاقية القمر لعام 1980. قدم دريكسلر أوراقًا بحثية في الدورات الثلاث الأولى لمؤتمر الصناعة الفضائية في برينستون، وذلك فضلًا عن عمله على بناء نماذج أولية للمسترجمات تحت إشراف أونيل خلال الصيف. تعاون مع كيث هينسون على كتابة ورقتين بحثيتين في سنة 1977 وسنة 1979. حاز الاثنان على براءات اختراع عن عملهما على موضوعي التصنيع بالطور البخاري والمشعاعات الفضائية.
بدأ دريكسلر بتطوير أفكار مرتبطة بالتقانة النانوية الجزيئية خلال أواخر سبعينيات القرن العشرين. إذ صادف الحوار المثير للجدل الذي ألقاه ريتشارد فاينمان تحت عنوان «هناك مساحة كبيرة في القاع» (1959) في عام 1979. كتب دريكسلر مقالة بحثية مؤثرة نشرت في دورية الأكاديمية الوطنية للعلوم تحت عنوان «الهندسة الجزيئية: مقاربة لتطوير القدرات العامة للتلاعب الجزيئي» في عام 1981. ظل يُستشهد بهذه المقالة خلال الـ35 سنة التالية ليتجاوز عدد الاستشهادات الـ620 استشهادًا.
يرجع الفضل في وضع مصطلح تقانة النانو للأستاذ في جامعة طوكيو للعلوم نوريو تانيغوتشي في عام 1974. أريد من المصطلح وصف التصنيع الدقيق للمواد بهوامش نانومترية. بيد أن دريكسلر استعمل مصطلحًا مرتبطًا دون أن يدرك ذلك في كتابه «محركات الخلق: عصر التقانة النانوية القادم» الذي نشر في عام 1986؛ وذلك بهدف وصف ما أصبح في ما بعد يعرف بالتقانة النانوية الجزيئية. اقترح دريكسلر في كتابه فكرة «وحدة التجميع» على المستوى النانوي، والتي سوف تكون قادرة على بناء نسخة من نفسها ومن عناصر أخرى تتسم بالتعقيد العشوائي. كذلك كان أول من نشر مصطلح «المادة اللزجة الرمادية» لوصف ما قد يحدث في حال خرجت التقانة النانوية الجزيئية ذاتية النسخ عن السيطرة بصورة افتراضية. كذلك حاول منذ ذاك الحين أن يوضح مخاوفه حيال الناسخات الذاتية الخارجة عن السيطرة. وحاجج أن التصنيع الجزيئي لا يتطلب أجهزة من هذا القبيل.

## التعليم
يحمل دريكسلر ثلاث شهادات من معهد ماساتشوستس للتكنولوجيا. نال درجة بكالوريوس في العلوم متداخلة التخصصات في عام 1977. وحصل على درجة ماجستير في الهندسة الفضائية والجوية على إثر نشره لرسالة ماجستير تحت عنوان «تصميم نظام شراعي شمسي عالي الأداء» في عام 1979. وحاز على درجة دكتوراه من مخبر الوسائط في معهد ماساتشوستس للتكنولوجيا (والمعروف رسميًا باسم قسم الفنون والعلوم الإعلامية التابع لكلية الهندسة المعمارية والتخطيط) في عام 1991، وذلك بعدما رفض قسم الهندسة الكهربائية وعلوم الحاسوب الموافقة على خطته الدراسية.
يعد عمله على درجة الدكتوراه في مجال التقانة النانوية الجزيئية الأول من نوعه. نشرت أطروحته تحت عنوان «الآليات الجزيئية والتصنيع باستخدام التطبيقات الحوسبية» (1992) بعد إجراء تنقيحات طفيفة عليها. حاز على جائزة رابطة الناشرين الأمريكيين لأفضل كتاب في علم الحاسوب لسنة 1992.

## الحياة الشخصية
كان دريكسلر متزوجًا من كريستين بيترسون لمدة 21 عامًا. انتهى زواجهما في عام 2002.
تزوج دريكسلر من روزا وانغ في عام 2006. كانت وانغ مصرفية استثمارية سابقة، وعملت مع منظمة أشوكا للمبتكرين من أجل الجمهور من أجل تحسين واقع أسواق رأس المال الاجتماعي.
نسق دريكسلر من أجل حفظ جثته بالتبريد في حال وفاته شرعًا.

## التلقي
انتقد الحائز على جائزة نوبل ريتشارد سمولي عمل دريكسلر في مجال التقانة النانوية ووصفه بالساذج، وذلك في مقال علمي كتبه في مجلة العلوم الأمريكية في عام 2001. اعتبر سمولي في بادئ الأمر أن مسألة «الأصابع السمينة» أفضت إلى استحالة تطبيق التقانة النانوية الجزيئية. ادعى الأخير في وقت لاحق تحتم تشابه الآلات النانوية مع الإنزيمات الكيميائية أكثر من تشابهها مع وحدات التجميع التي طرحها دريكسلر، وأن عملها سيكون مقتصرًا على الماء وحسب. رأى دريكسلر أن مغالطة رجل القش انطبقت على هاتين الحجتين. وكتب في معرض رده على حالة الإنزيمات أن «الأستاذ كليبانوف كتب في عام 1994: '... يؤدي استخدام الإنزيمات في المذيبات العضوية إلى إزالة العديد من العقبات ...» واجه دريكسلر صعوبة في حمل سمولي على الرد، ولكن استضافت مجلة الأخبار الكيميائية والهندسية مناظرة مؤلفة من أربعة أجزاء في شهر ديسمبر من عام 2003. طعن راي كورزويل بحجج سمولي.
ترى الأكاديميات الوطنية للعلوم والهندسة والطب في استعراضها لمبادرة التقانة النانوية الوطنية لسنة 2006 أنه من الصعب بمكان توقع القدرات المستقبلية للتقانة النانوية:
«مع أنه بمقدورنا إجراء حسابات نظرية في الوقت الحاضر فإن النطاق الذي يمكن أن تبلغه كل من دورات التفاعل الكيميائي ومعدلات الخطأ وسرعة التشغيل والكفاءات الديناميكية الحرارية لنظم التصنيع التصاعدية تظل غير قابلة للتوقع بصورة موثوقة في هذا الوقت. وعليه، لا يمكننا تنبؤ الكمال والتعقيد الممكن بلوغهما في المنتجات المصنعة في نهاية المطاف -رغم قدرتنا على حسابهما من الناحية النظرية- بثقة تامة. وأخيرًا، من غير الممكن الآن توقع الآفاق البحثية المثلى التي قد تؤدي إلى ابتكار نظم تتفوق على الكفاءات الديناميكية الحرارية وغيرها من القدرات الأخرى المميزة للنظم الحيوية بصورة موثوقة. يعد كل من التمويل البحثي المستند على قدرة الباحثين على التوصل إلى براهين تجريبية متصلة بنماذج مجردة وتوجيه الرؤية على المدى الطويل النهج الأنسب لتحقيق هذا الهدف».

## في الخيال العلمي
يرد اسم دريكسلر في رواية الخيال العلمي «عصر الألماس» للكاتب نيل ستيفنسون. إذ يصور كأحد الأبطال في عالم مستقبلي تستشري فيه تقانة النانو.
تعرف وحدات التجميع النانوية في رواية الخيال العلمي «صحوة نيوتن» للكاتب كين ماكليود باسم دريكسلر. تعد هذه الوحدات قادرة على صناعة أي شيء تقريبًا، في حال تناسبه مع حجم الآلة المحددة -بدءًا من الجوارب ووصولًا إلى السفن الفضائية.
كذلك يرد اسم دريكسلر في كتاب الخيال العلمي «فك الشفرة» للكاتب ستيل بافلو. يشار إلى كتاب دريكسلر بوصفه نقطة انطلاق البناء بتقانة النانو، بالإضافة إلى دوره في تقديم شرح أفضل لكيفية استخدام نظير الكربون 60.
ورد ذكر كتاب «محركات الخلق» الذي ألفه دريكسلر في رواية «تنقيب» للكاتب جيمس رولينز. إذ يشير الأخير إلى نظريته حول الآلات الجزيئية في قسمين كتفسير محتمل لأصل «المادة زي» التي يكتنفها الغموض في القصة.
يرد ذكر اسم دريكسلر في قسم «طفرة» من كتاب «تصميم من أجل الموت» للكاتب تيموثي ليري، والذي يأتي على شرح موجز لنموذج الوعي القائم على ثمان دوائر (صفحة 91).